# Andouillette

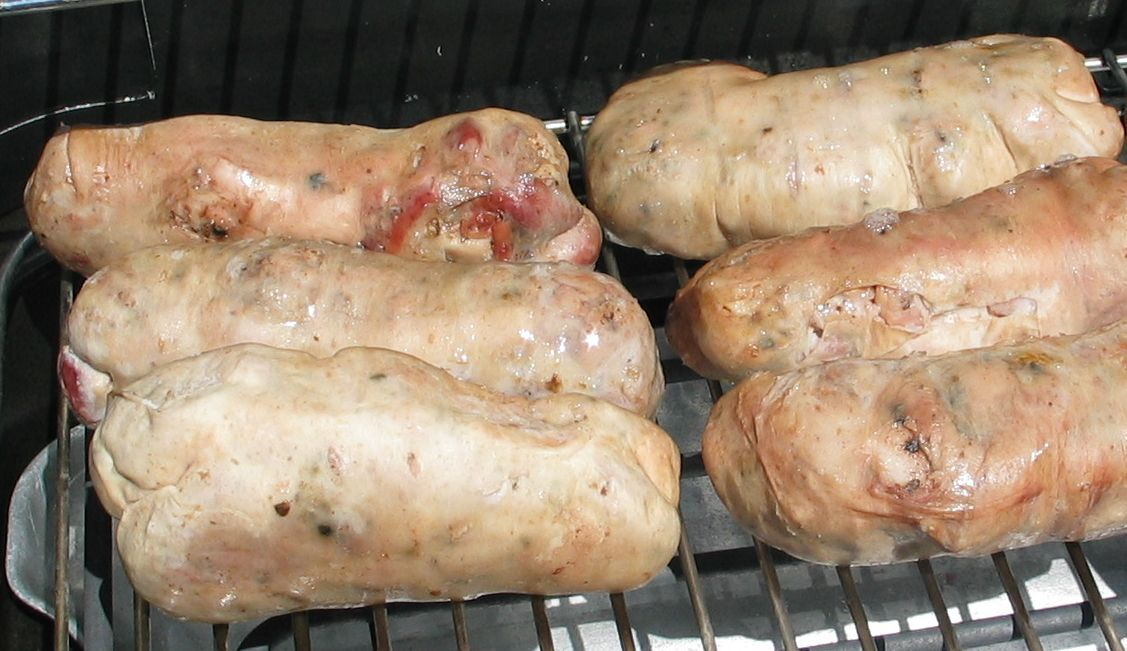
Andouillettes na grilu

Andouillette je tradiční uzenářský výrobek francouzské kuchyně. Jsou to nepravidelné válečky o váze okolo 150 gramů vyráběné z vepřových vnitřností (střeva, dršťky), vína, cibule a koření. Vyznačují se specifickým aromatem a chutí. Podávají se nejčastěji grilované, s dijonskou hořčicí, smaženými bramborami a vínem. Svými andouillettes je vyhlášené město Troyes; zmiňuje se o nich už Alexandre Dumas starší ve svém Velkém kuchařském slovníku. O kvalitu tohoto pokrmu dbá sdružení kulinářských odborníků Association amicale des amateurs d'andouillette authentique, založené v roce 1970.